# Köln-Düsseldorfer Verbrüderungsfest
Das Köln-Düsseldorfer Verbrüderungsfest, in der rheinischen Landesgeschichte auch Rhein-, Fest- und Verbrüderungsfahrt Kölner Bürger nach Düsseldorf genannt, war eine politische Demonstration rheinischer Bürger, die im Sommer 1843 in Düsseldorf stattfand. Sie richtete sich vor allem gegen den Entwurf für ein preußisches Strafgesetzbuch, dessen Inhalt gegenüber dem geltenden Rheinischen Recht als Rückschritt empfunden und zurückgewiesen wurde.

## Geschichte
1826 wurde von dem preußischen Justizminister Heinrich von Danckelmann eine allgemeine Revision der preußischen Gesetzgebung in den Blick genommen. Sein Ministerium war zu dem Schluss gekommen war, dass eine komplette Neufassung des Strafrechts und der Systematik seiner Kodifikation notwendig sei, weil das 1794 erlassene Allgemeine Landrecht für die Preußischen Staaten in den Grundzügen und im System für eine bloße Revision unbrauchbar sei. Trotz Bedenken Friedrich Wilhelms III. begann eine 1826 gegründete Kommission mit der Erarbeitung eines gesonderten Strafgesetzbuchs. 1827 legte sie einen Entwurf für einen allgemeinen Teil vor, 1830 für einen besonderen Teil. Danckelmanns Nachfolger Karl Albert von Kamptz legte diese Entwürfe allerdings wieder beiseite und machte sich an die Erarbeitung einer Revision des bestehenden Strafrechts. Seine Bemühungen führten über einen Entwurf aus dem Jahr 1833 zu einer Vorlage zur Revision der Strafgesetze der preußischen Staaten im Jahr 1836. Unter Von Kamptz’ Nachfolger Friedrich Carl von Savigny kam es 1842 schließlich zu einem Entwurf für das Strafgesetzbuch, den der Preußische Staatsrat König Friedrich Wilhelm IV. vorlegte.
Anschließend wurde dieser Entwurf auch dem 7. Provinziallandtag der preußischen Rheinprovinz in Düsseldorf vorgelegt. Wie in anderen Ländern am Rhein galt in der Rheinprovinz damals das Rheinische Recht des Code civil aus der Franzosenzeit. Dieses Recht, das im Geiste der Aufklärung geschrieben war, wurde von den Abgeordneten des rheinischen Provinziallandtages als fortschrittlicher und freiheitlicher eingeschätzt als der von dem preußischen Staatsrat zur Beratung vorgelegte Gesetzentwurf. Ohne jede Diskussion wiesen sie die Vorlage am 21. Juni 1843 einstimmig zurück und baten den König um einen neuen Entwurf. Dafür erhielt der Provinziallandtag Dankadressen aus allen Teilen der Rheinprovinz. In Düsseldorf löste die Zurückweisung am 22. Juni 1843 eine Demonstration von Bürgern aus, die die Abgeordneten für ihren Beschluss durch einen Fackelzug ehrten. Dem schlossen sich auch über tausend Kölner Bürger an, die mit zwei Schiffen aus der Domstadt herbeigekommen waren. Es bildete sich eine Kommission von 18 Männern, unter ihnen die amtierenden Gemeinderäte Dietze und Coninx, die späteren Stadtverordneten Cramer, Euler, Trinkaus, Weiler und Windscheid, der Beigeordnete Luckemeyer sowie der Arzt Müller von Königswinter, die ein Fest zu Ehren des Provinziallandtages organisierten und hierzu die Amts- und Würdenträger der Rheinprovinz einluden.
Im Beckerschen Saal am Flinger Steinweg fand dann am 4. Juli 1843 das Fest mit rund 500 Personen statt. Als höchste Ehrengäste wurden der Oberpräsident der Rheinprovinz Eduard von Schaper und der Düsseldorfer Regierungspräsident Adolph von Spiegel-Borlinghausen begrüßt. Nach traditionellen Trinksprüchen auf den König brachte der Elberfeld-Barmer Handelskammerpräsident Carl Hecker einen Trinkspruch auf das Rheinische Recht aus. Dies wurde mit einer solchen Begeisterung aufgenommen, dass die Ruhe nicht mehr herzustellen war. Der Oberpräsident, der Regierungspräsident und die meisten ihrer Beamten verließen sodann die Veranstaltung. Nach zeitgenössischen Berichten endete sie „tumultuarisch“. Als König Friedrich Wilhelm IV. davon erfuhr, empörte er sich über die „unanständigen Auftritte“. Seinen Beamten verbot er die Teilnahme an solchen Veranstaltungen. In dieser Reaktion zeigte sich eine Kluft zwischen den Rheinländern und der Person des Königs, der bis dahin noch ein gewisses Ansehen genossen hatte. Der nächste, der 8. Provinziallandtag fand auf seine Anordnung nicht in Düsseldorf, sondern in Koblenz statt. Der Kölner Regierungspräsident Karl von Gerlach wurde am 14. Mai 1844 nach Erfurt versetzt, da er die Fahrt Kölner Bürger nach Düsseldorf nicht verhindert hatte.